# The Dead
Pour le film de John Huston, voir Gens de Dublin.

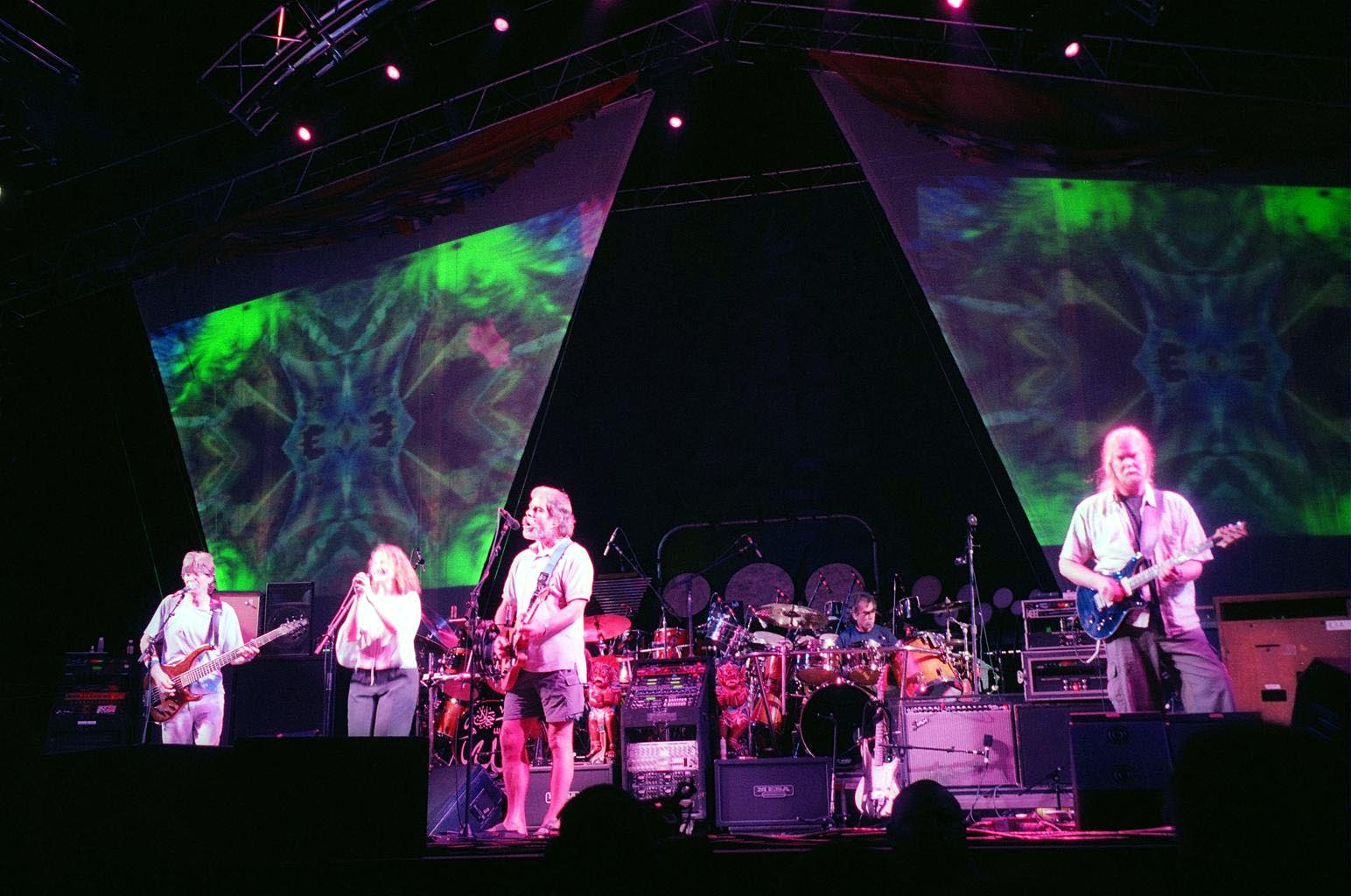
The Dead sur scène à Virginia Beach en 2003.

Après la mort de Garcia en août 1995, les membres restants du Grateful Dead décident de dissoudre le groupe. Le projet des principaux membres était de poursuivre des carrières solos dans de nouveaux groupes : Bob Weir's Ratdog, Phil Lesh and Friends, et Mickey Hart's music.
En juin 1996, Bob Weir (avec Ratdog), Mickey Hart (avec Mickey Hart's Mystery Box), Bruce Hornsby et son groupe rejoignent cinq autres groupes pour le Furthur Festival. Lors du Furthur Festival de 1998, Bob Weir, Mickey Hart, et Bruce Hornsby sont rejoints par Phil Lesh pour former un nouveau groupe : The Other Ones.
Le 14 février 2003, The Other Ones prend le nom de The Dead, le terme « grateful » (reconnaissant) étant retiré par respect pour Jerry Garcia.
The Dead n'a plus joué depuis le 19 août 2004 à Atlanta en Géorgie.
Le 4 février 2008, Bob Weir, Mickey Hart et Phil Lesh and Friends se sont réunis au Warfield à San Francisco, sous le nom de "Deadheads for Obama".
En 2015, la plupart de ces musiciens se réunissent sous le nom de Dead & Company.